# Adriano Luís Spadoto
Adriano Luís Spadoto (geboren am 9. Februar 1977 in Piracicaba, Brasilien) ist ein brasilianischer ehemaliger Fußballspieler.

## Karriere
Seine Karriere begann Adriano 1997 beim Verein Guarani FC. Bis 2005 war er bei den brasilianischen Vereinen Cruzeiro EC, Corinthians Paranaense, Santa Cruz FC, Figueirense FC, Sport Recife und Guarani FC unter Vertrag. 2005 unterschrieb er einen Vertrag beim schweizerischen Verein FC Thun. Nach der Saison wechselte er zum ukrainischen Verein Sorja Luhansk.
Nach zwei Saisonen in Europa ging er wieder nach Brasilien zurück und stand noch bei den Vereinen CA Paranaibense, Fortaleza EC und Mirassol FC. Danach beendete er seine Karriere.